# Hnífsdalur
Hnífsdalur est une localité islandaise de la municipalité de Ísafjarðarbær située au nord-ouest de l'île, dans la région de Vestfirðir. En 2011, le village comptait 231 habitants.

## Démographie
Population 
2011: 231
2020: 213